# 爬墙虎
爬墙虎（学名：Parthenocissus tricuspidata）又名爬山虎、地錦、土鼓藤、红葡萄藤，屬葡萄科地錦屬。原產朝鮮半島、日本及中國華北和東北地區。

## 形态
高攀的多年生落葉藤本植物；卷须5～9分枝，先端具有吸盘，可吸附墙壁；广卵形叶子，有时2－3裂，当叶子成熟时叶片长度约为8 - 18cm。叶子阔度约为6-16cm。叶子边缘为锯齿缘。叶基为楔形；夏季开黄绿色小花，聚伞花序；紫黑色浆果。

## 用途
可作为裝飾植物，栽植於建築物外牆之上，既美觀又能替室內降溫攝氏3~5度。根莖可入藥，果可釀酒。時常用作綠化斜坡，防止山泥傾瀉。
爬牆虎的莖葉長得十分密集，覆蓋在房屋牆面上，不僅可以遮擋強烈的陽光，還可以吸收環境中的噪音，吸附飛揚的塵土。爬牆虎的卷鬚式吸盤還能吸去牆上的水分，有助於使潮濕的房屋變得乾燥，而在乾燥的季節里，爬牆虎又可以增加牆面的濕度，讓室內的空氣持久乾爽新鮮。

## 外部連結
- 爬山虎 Pashanhu （页面存档备份，存于） 藥用植物圖像資料庫 (香港浸會大學中醫藥學院) （繁體中文）（英文）
- 爬牆虎 parthenocissus tricuspidata | Plantonic 網上植物誌 （繁體中文）

## 延伸阅读
[在维基数据编辑]
 《欽定古今圖書集成·博物彙編·草木典·地錦部》，出自陈梦雷《古今圖書集成》
 《植物名實圖考·地錦》，出自吳其濬《植物名實圖考》